# Cayetano Álvarez Bardón
Cayetano Álvarez Bardón, también conocido por Caitano Bardón, (Carrizo de la Ribera, 1877 - Oviedo, 1924) fue un escritor español. Se encuentra enterrado en Quintana del Castillo.
Militar de profesión, alcanzando el empleo de Capitán, Cayetano Álvarez Bardón fue un estudioso del idioma leonés, especialmente del hablado en las comarcas de La Cepeda (donde pasó su juventud), Omaña y su natal Ribera del Órbigo. Su obra más conocida es Cuentos en dialecto leonés (1907), considerada el comienzo del reconocimiento por parte de la sociedad leonesa de su lengua como algo vivo.
Su labor fue considerada capital para los estudios sobre el leonés llevados a cabo por Ramón Menéndez Pidal[cita requerida], ya que daba muestras de las formas de La Cepeda. Incluso hoy es tomado como fuente de referencia en datos lingüísticos, como la propia recuperación del nombre autóctono de la región, que aparece en su obra castellanizado como «Lión». Escribió numerosos textos para una Contribución a la Historia de la Provincia de León que quedaron destruidos en el incendio de su casa durante la Revolución de Asturias de 1934.
Falleció en Oviedo en 1924, siendo entonces gobernador civil de la provincia.
Actualmente, su dedicación a la cultura leonesa está honrada en la ciudad de León, con una calle de la capital que lleva su nombre en el barrio de El Ejido desde el año 2000 a petición del político Abel Pardo Fernández cuando era concejal de Juventud y siendo alcalde de León Mario Amilivia. Análogo homenaje se le rindió en 2009 en su localidad natal, Carrizo de la Ribera.